# セントビンセント・グレナディーンの行政区画
セントビンセント・グレナディーンの行政区画（セントビンセント・グレナディーンのぎょうせいくかく）は、6つの行政教区（Parish）から成る。

## 概要
セントビンセント・グレナディーンでは憲法において地方自治体が規定されておらず、2009年の改憲案では盛り込まれたものの国民投票で否決された。1981年地方自治法（Local Authorities Act of 1981）では地方自治体の任務について規定されているが、現在では同法律は廃止されている。
行政教区は限られた行政のみを担当する。1973年に民間から選出された地方自治体が存在したが、すでに解散している。
多くの国で国勢調査の区域は行政区画を基に設定されているが、同国では異なり独自の区域を設定している。国勢調査区域の合計は13区。また選挙区は行政教区、国勢調査区域とも異なる範囲で設定されている。これらの区画についても後述する。

## 行政教区

セントビンセント・グレナディーンの行政教区

行政教区の合計は6つで、そのうちセントビンセント島は5行政教区に分割され、グレナディーン諸島はグレナディーン教区の1行政教区のみとなる。ただし地理的にグレナディーン諸島に含まれるヤング島はセント・ジョージ教区に含まれているため、厳密にはグレナディーン諸島部は2行政教区である（ただしヤング島はグレナディーン諸島の中心地ベキア島から10キロメートルと大きく離れている一方、セントビンセント島とは300メートルと非常に近い）。各教区の行政中心地は存在しない。前述のとおり同国では国勢調査区域が別に設定されているため、人口値は推定となっている。
| ISOコード | 教区名                   | 英語表記             | 面積 (km2) | 人口 (2000年推定) | 所属する島         |
| --------- | ------------------------ | -------------------- | ---------- | ----------------- | ------------------ |
| VC-01     | シャーロット教区         | Charlotte Parish     | 149        | 38,000            | セントビンセント島 |
| VC-02     | セント・アンドリュー教区 | Saint Andrew Parish  | 29         | 6,700             | セントビンセント島 |
| VC-03     | セント・デイヴィッド教区 | Saint David Parish   | 80         | 6,700             | セントビンセント島 |
| VC-04     | セント・ジョージ教区     | Saint George Parish  | 52         | 51,400            | セントビンセント島 |
| VC-05     | セント・パトリック教区   | Saint Patrick Parish | 37         | 5,800             | セントビンセント島 |
| VC-06     | グレナディーン教区       | Grenadines Parish    | 43         | 9,200             | グレナディーン諸島 |

### 地方自治体
地方自治体は合計17つ設置されている。種類は4種あり、中でも首都キングスタウンには特別な権限が与えられている。
| 行政教区                 | 地区評議会 District Council | 町委員会 Town Board | 村評議会 Village Council | 特別行政 Special Service | 合計 |
| ------------------------ | --------------------------- | ------------------- | ------------------------ | ------------------------ | ---- |
| シャーロット教区         | 1                           | 2                   | 1                        | 1                        | 5    |
| セント・アンドリュー教区 | 1                           | 0                   | 0                        | 0                        | 1    |
| セント・デイヴィッド教区 | 1                           | 0                   | 1                        | 1                        | 3    |
| セント・ジョージ教区     | 2                           | 0                   | 0                        | 1                        | 3    |
| セント・パトリック教区   | 1                           | 1                   | 0                        | 0                        | 2    |
| グレナディーン教区       | 0                           | 2                   | 0                        | 1                        | 3    |

## 他の区分

### 国勢調査区域

国勢調査での区分

国勢調査でも用いられる区域。合計は13区で、範囲は細かく指定されている。なおシャトーブレール区はセント・デイヴィッド教区と範囲が一致し、南北グレナディーン諸島はグレナディーン教区を南北で分割しているため、どちらの教区も正確な人口値を算出することは可能である。
| #  | 区分名                 | 英語名               | 面積 (km2) | 人口 (2001年国勢調査) | 人口 (2017年推計) | 教区との重複区域                         |
| -- | ---------------------- | -------------------- | ---------- | --------------------- | ----------------- | ---------------------------------------- |
| 1  | キングスタウン         | Kingstown            | 4.9        | 13,857                | 12,961            | セント・ジョージ、セント・アンドリュー   |
| 2  | キングスタウン郊外     | Suburbs of Kingstown | 16.6       | 13,027                | 13,867            | セント・ジョージ、セント・アンドリュー   |
| 3  | カリアクア             | Calliaqua            | 30.6       | 22,706                | 24,302            | セント・ジョージ                         |
| 4  | メアリクア             | Marriaqua            | 24.3       | 8,254                 | 7,829             | シャーロット、セント・ジョージ           |
| 5  | ブリッジタウン         | Bridgetown           | 18.6       | 6,779                 | 6,594             | シャーロット                             |
| 6  | コロナリー             | Colonarie            | 34.7       | 7,491                 | 6,876             | シャーロット                             |
| 7  | ジョージタウン         | Georgetown           | 57.5       | 6,985                 | 7,089             | シャーロット                             |
| 8  | サンディ・ベイ         | Sandy Bay            | 13.7       | 2,805                 | 2,586             | シャーロット                             |
| 9  | ラユー                 | Layou                | 28.7       | 6,338                 | 6,364             | セント・パトリック、セント・アンドリュー |
| 10 | バルワイイー           | Barrouallie          | 36.8       | 5,463                 | 5,98              | セント・パトリック                       |
| 11 | シャトーブレール       | Chateaubelair        | 80.0       | 6,081                 | 5,779             | セント・デビッド                         |
| 12 | 北部グレナディーン諸島 | Northern Grenadines  | 23.3       | 5,647                 | 6,209             | グレナディーンズ                         |
| 13 | 南部グレナディーン諸島 | Southern Grenadines  | 19.4       | 3,589                 | 4,066             | グレナディーンズ                         |

### 選挙区

2015年総選挙の選挙区

直近に行われた2020年の総選挙では、セントビンセント・グレナディーン議会の選挙区は15区となっている。範囲は国勢調査区域に近いものの、南部の区分けが異なる。なおウィンドワード（風上）はセントビンセント島東部、リーワード（風下）は島西部を指す。
1. 北ウィンドワード選挙区（North Windward）
2. 北中部ウィンドワード選挙区（英語版）（North Central Windward）
3. 南中部ウィンドワード選挙区（South Central Windward）
4. メアリクア選挙区（Marriaqua）
5. 南ウィンドワード選挙区（South Windward）
6. 東セント・ジョージ選挙区（East St. George）
7. 西セント・ジョージ選挙区（West St. George）
8. 東キングスタウン選挙区（英語版）（East Kingstown）
9. 中央キングスタウン選挙区（英語版）（Central Kingstown）
10. 西キングスタウン選挙区（West Kingstown）
11. 南リーワード選挙区（South Leeward）
12. 中部リーワード選挙区（Central Leeward）
13. 北リーワード選挙区（North Leeward）
14. 北部グレナディーン選挙区（Northern Grenadines）
15. 南部グレナディーン選挙区（Southern Grenadines）